# Franekervaart
De Franekervaart (Fries en officieel: Frjentsjerter Feart) is een kanaal in de provincie Friesland tussen het Van Harinxmakanaal bij Franeker en de Stadsgracht in Sneek.
Aan de vaart liggen de dorpen Welsrijp, Winsum, Oosterlittens, Britswerd, Rien, Roodhuis en Tirns.

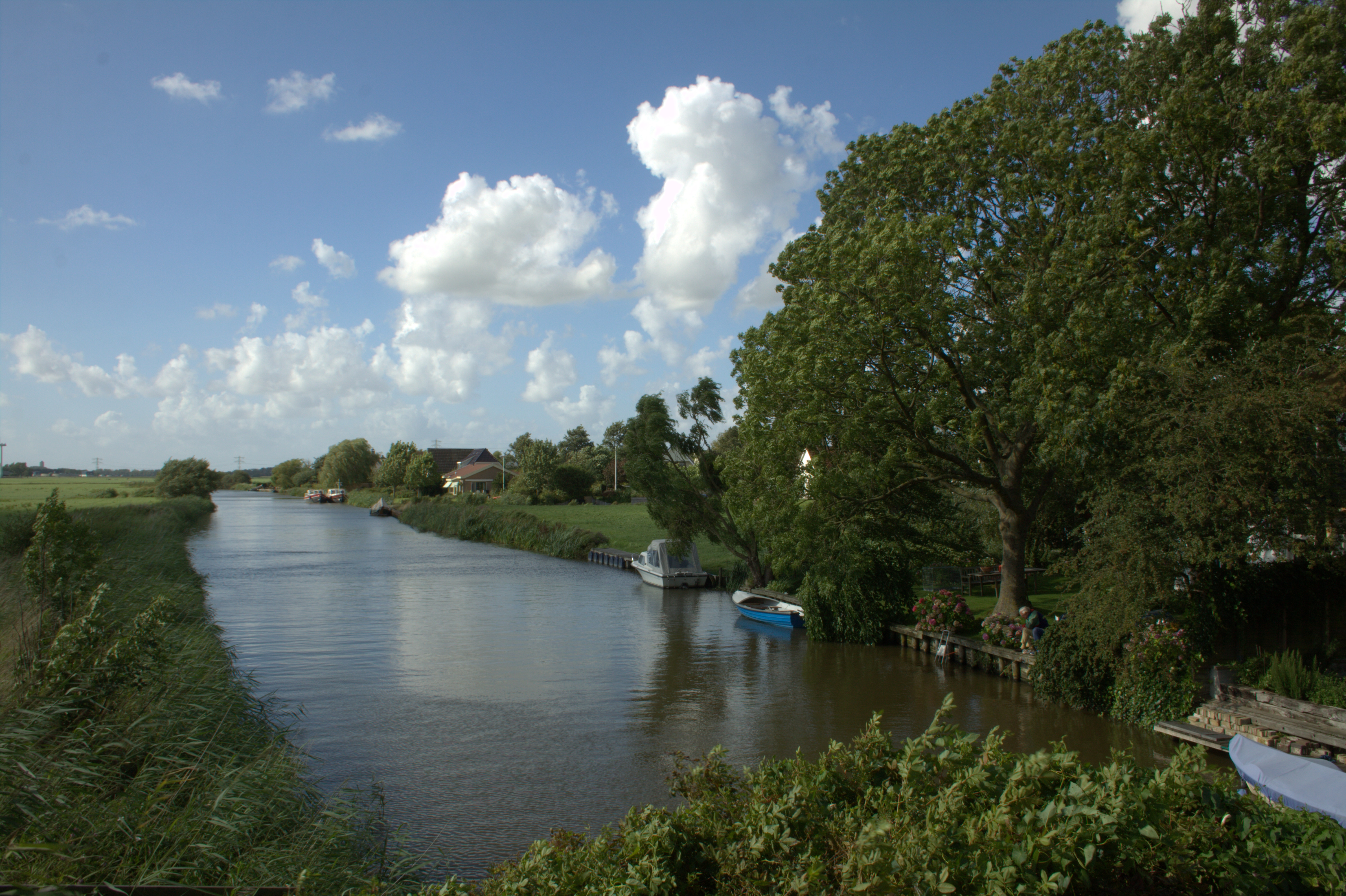
De Franekervaart bij Welsrijp